# Fingerplanen
Fingerplanen är en regional plan för Köpenhamns utveckling, utarbetad 1947 av Egnsplankontoret (Teknisk kontor for udvalget til planlægning af Københavnsegnen), på initiativ från Dansk Byplanlaboratorium (DBL) och under ledning av arkitekten Peter Bredsdorff. Istället för en stadstillväxt i alla riktningar skulle man arbeta för att staden växte ut i "fingrar", med S-tåglinjerna längs mitten av varje finger och med grönområden mellan fingrarna. Ett av resultaten av planen var att man 1967 började anlägga naturområdet Vestskoven, ett område på 13 km² huvudsakligen beläget i Albertslunds kommun, som en av de gröna kilarna i denna fingerplan. 
Fingerplanen finns med i Danmarks kulturkanon, som offentliggjordes 2006.
2007 kom ett nytt landsplandirektiv, "Fingerplan 2007".